# Especialista de missão (NASA)

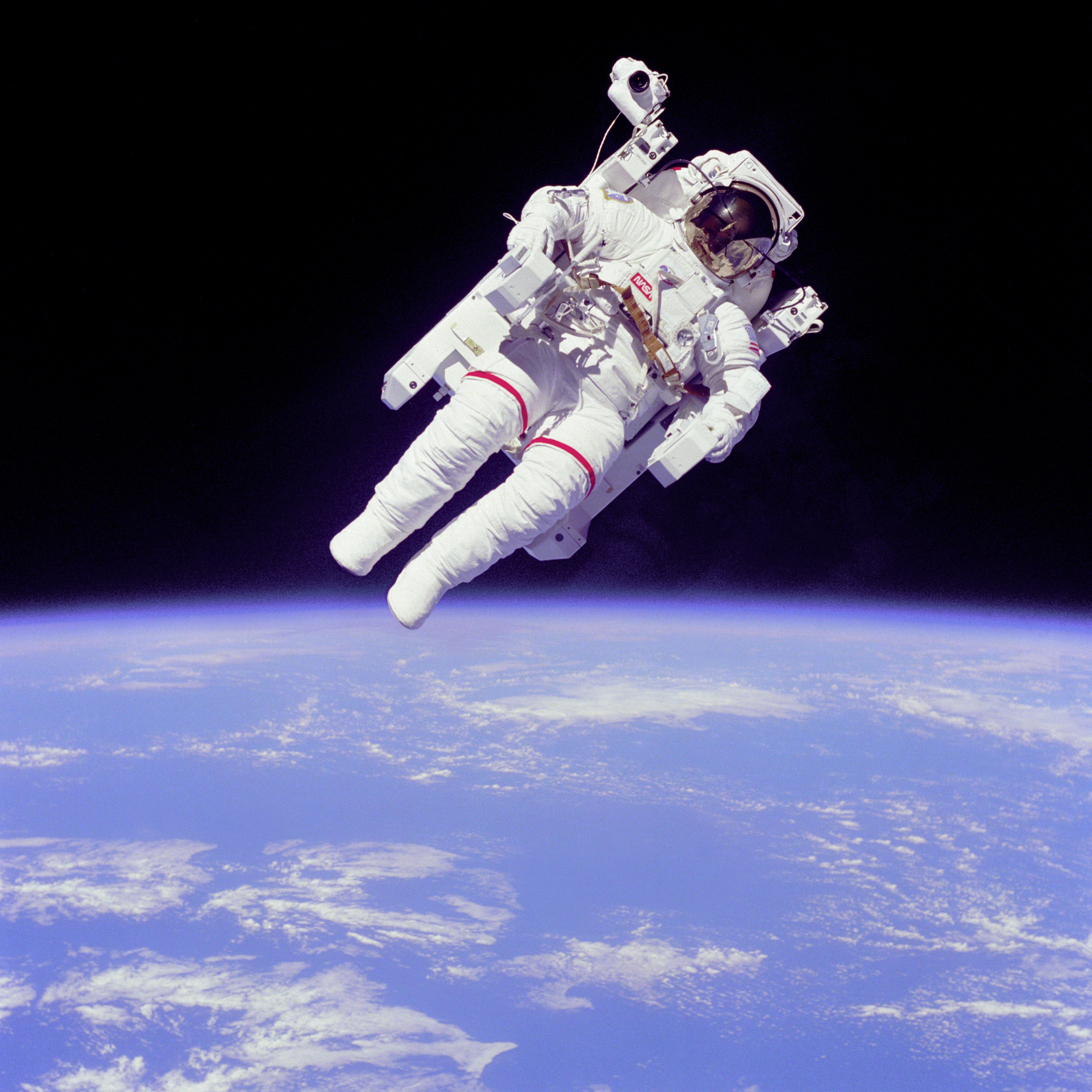
1984: O astronauta especialista de missão Bruce McCandless faz o primeiro passeio no espaço completamente livre e separado da nave Challenger.

Especialista de missão é um termo (inglês: mission specialist ) usado pela NASA para definir determinados astronautas do seu programa do ônibus espacial, que participam de um campo limitado de ações numa missão espacial, em especial nos campos de testes médicos e experiências técnicas ou científicas, não sendo comandantes, pilotos ou engenheiros de voo das espaçonaves.
Nos primórdios da exploração espacial, quando as pequenas naves espaciais (como as Gemini, Apollo ou Vostok, e ainda hoje as Soyuz russas) tinham a capacidade máxima para dois ou três astronautas, estes homens eram todos pilotos exaustivamente treinados, geralmente militares (como Yuri Gagarin) ou pilotos civis de teste (como Neil Armstrong).
Nos anos 1980, com a entrada em serviço do ônibus espacial, uma nave com maior capacidade de tripulantes, além dos pilotos ela passou a transportar determinados astronautas para exercer funções não ligadas ao voo da nave em si, mesmo que também tenham formação de pilotos, mas para fazer experimentos em todas as áreas do conhecimento humano no espaço.
Além dos especialistas de missão, algumas vezes os ônibus espaciais transportam especialistas de carga (payload specialists), muitas vezes profissionais selecionados para participar de uma única missão, enquanto os chamados especialistas de missão precisam fazer o curso completo de dois anos de astronauta, para serem depois escalados para alguma missão no espaço.

## Tipos de especialistas
Os especialistas de missão num voo espacial são classificados em cinco níveis diferentes:
- 1 e 2 são aqueles treinados para Atividades extra-veiculares, as "caminhadas no espaço", exercendo tarefas fora da nave. São eles que constroem a estrutura da ISS, montando as peças e módulos pré-fabricados na Terra e colocam satélites e sondas em órbita. São treinados para trabalhar juntos, rápida e eficientemente. Enquanto exercem suas funções, suas pressões sanguíneas e batimentos cardíacos são monitorados de dentro da nave pelos especialistas nível 3 e 4.
  - Nota: De acordo com a política da NASA, o comandante da missão e o piloto do ônibus espacial jamais deixam o interior da nave.
- 3, 4 e 5 são os astronautas encarregados dos experimentos na nave, químicos e médicos, científicos e novas tecnologias, além de serem os responsáveis pelo monitoramento constante da saúde da própria tripulação.